# Xabier Zandio Echaide
Xabier Zandio Echaide (Pamplona, Navarra, 17 de març de 1977) és un ciclista navarrès, professional des del 2001 fins al 2016.
En el seu palmarès destaca la victòria a la Volta a Burgos de 2008.

## Palmarès
- 2005
  - 1r a la Clàssica a los Puertos
- 2008
  - 1r a la Volta a Burgos

### Resultats al Tour de França
- 2003. 51è de la classificació general
- 2004. 97è de la classificació general
- 2005. 22è de la classificació general
- 2006. 33è de la classificació general
- 2007. Abandona per caiguda (4a etapa)
- 2011. 48è de la classificació general
- 2014. Abandona per caiguda (6a etapa)

### Resultats a la Volta a Espanya
- 2006. 22è de la classificació general
- 2007. No surt (20a etapa)
- 2008. 50è de la classificació general
- 2011. 69è de la classificació general
- 2012. Abandona (12a etapa)
- 2013. 55è de la classificació general

### Resultats al Giro d'Itàlia
- 2010. 62è de la classificació general
- 2013. 82è de la classificació general